# Александр Белич
Александр Беліч (серб. Александр Белић, вимовляється як [aleksǎːndar běːlitɕ]; 15 серпня 1876 — 26 лютого 1960) — сербський науковець і мовознавець та лінгвіст.

## Біографія
Беліч народився в Белграді. Після вивчення слов'янських мов у Белграді, Одесі та Москві він отримав ступінь доктора філософії в Лейпцизькому університеті у 1900 році. Під час своєї академічної кар'єри він працював у Белградському університеті та Белградській вищій школі. Він був членом і довголітнім президентом Сербської академії наук. Його членство тривало між 1937 і 1960 роками з перервою в 1941—1944 роках під час окупації Сербії країнами Осі, коли його діяльність в академії була вимушено призупинена.
Беліча загалом вважають провідним сербським лінгвістом першої половини двадцятого століття. Його дослідження стосувалися порівняльної славістики, загального мовознавства, сербохорватської діалектології та синтаксису. Він написав Pravopis srpskohrvatskog književnog jezika (Стандартний сербсько-хорватський нормативний посібник, 1923), який базувався на строго фонологічному принципі правопису. Він багато писав про чакавське наріччя та кайкавський діалект і зробив значний внесок у слов'янську акцентологію, відкривши слов'янський неакцентований наголос у чакавській мові. Беліч запровадив тристоронній поділ кайкавської мови на основі рефлексів праслов'янських *tj і *dj, який вперше був опублікований у «Narodna enciklopedija srpsko-hrvatsko-slovenačka» Станоєвича (Сербсько-хорватсько-словенська національна енциклопедія, 1927), хоча пізніше це було спростовано дослідженнями діалектів. Він сприяв прийняттю так званого белградського стилю стандартної сербської мови. Протягом усього життя був послідовним прихильником єдиної сербсько-хорватської мови. Він помер у Белграді 26 лютого 1960 року.

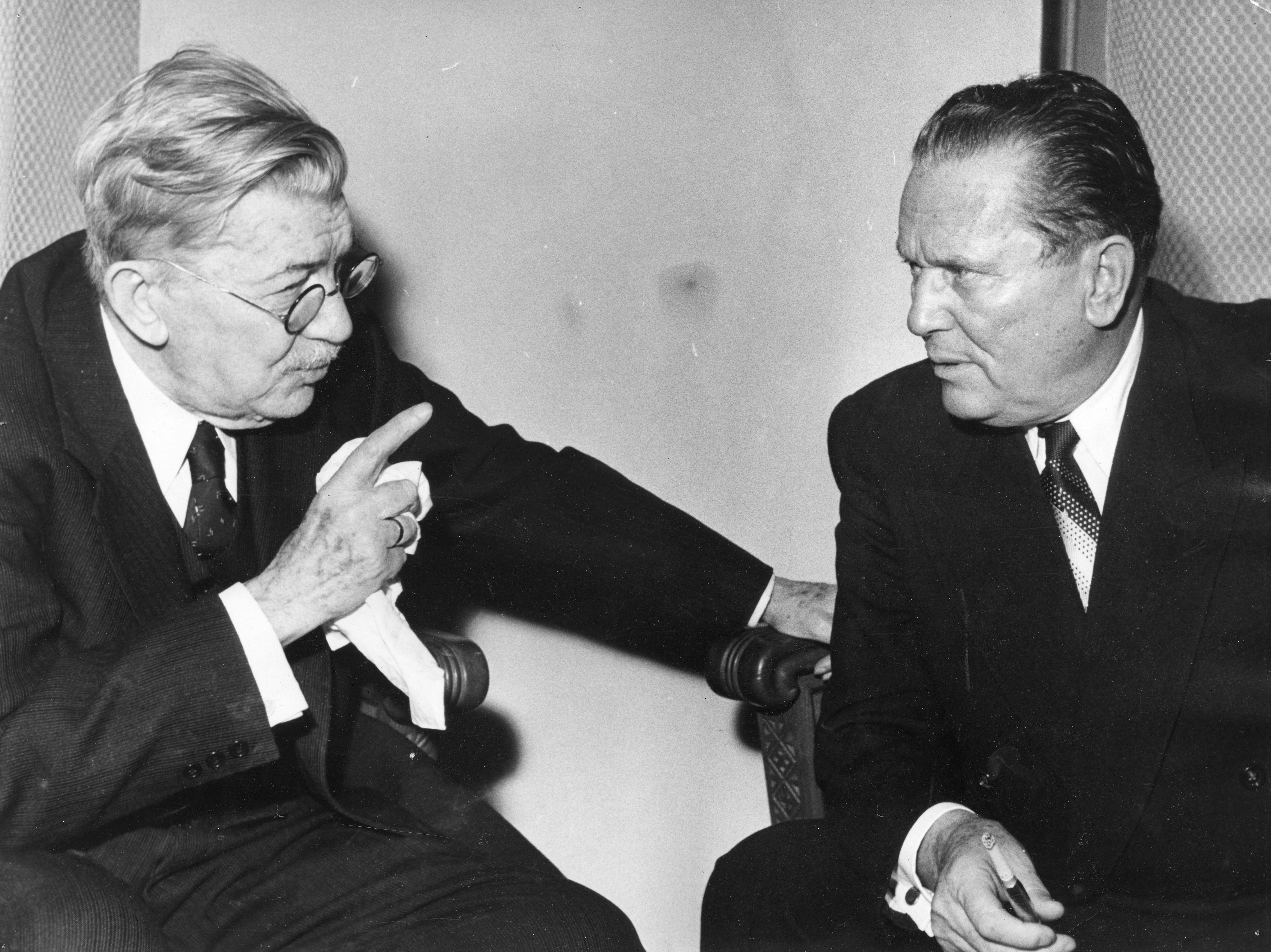
Александр Беліч разом з Йосипом Броз Тіто у 1954 році

Зібрання творів Беліча вийшло в 14 томах у 1999 році.

## Вибрані праці
- Dijalekti istočne i južne Srbije
- Dijalektološka karta srpskog jezika
- Akcentske studije
- O dvojini u slovenskim jezicima
- Galički dijalekt
- O jezičkoj prirodi i jezičkom razvitku (1941)
- Pravopis srpsko-hrvatskog književnog jezika (1923)